# Finnugor népek mitológiája
A finnugor népek mitológiája a  finnugor nyelveket beszélő népek mitológiája.

## Közös jellemzők
A tudományos elképzelések szerint i.e. 1. évezredre a régi finnugor népek az Urál és a Volga vidékéről egészen a Balti-tengerig  széttelepültek (a mai finnek, észtek, karélok és mások), eljutottak a Skandináv-félsziget északi felére (számik), elfoglalták Kelet-Európa erdős övezetét, eljutottak a Kárpát-medence területére is (magyarok).
A szétköltözés során kialakult a balti finn népek (finnek, észtek, karélok, vepszék és mások) önálló mitológiai hagyománya, s kialakult a számi, mordvin, magyar, mari, udmurt, komi és obi-ugor mitológia. A szamojédek és más urál-altaji népcsoport mitológiájával rokon finnugor mitológia a fejlődés során hatottak a szomszédos népek mitológiájára, és maguk is sokat átvettek azokból. Jelentős volt az iráni, török, szláv és balti hagyomány, a kései szakaszban pedig a kereszténység és az iszlám hatása.
Az uráli nyelvcsaládhoz tartozó népek mitológiáiban a teremtésmítoszok általános jellemzőikben mutatnak rokon vonásokat: egy teremtő isteni lény (a komi Jen, a mari Kugo-Jumo, Numi-Torum az obi-ugoroknál stb.), egy vízimadárnak vagy madár képében megjelenő öccsének (a komi Omol, a mari és udmurt Keremet, a manysi Kuly-Otir), aki az ősóceán vízén úszkál, megparancsolja, hogy hozzon a víz fenekéről földet. Belőle teremti az isten a földet és rajta minden hasznosat, míg fivére, a szájában elrejtett földből a hegyeket és minden rosszat a földön. A kozmogónia másik változata szerint a világ egy őstojásból lett teremtve (finn, észt, számi és komi mitológiákban).
A finnugor mitológiában a föld három részre oszlik: a felső rész az ég, a középső a föld, amelyet az óceán vizei ölelnek körül, az alsó a hideg és a sötétség síron túli világa. A világ tengelye egy fa, oszlop vagy hegy. A felső világ lakói az istenek. A földet istennők személyesítik meg, akik néha a főistenekenek a feleségei (a manysiknál Numi-Torum mellett Kaltes-Ekva, az észteknél Vana-Isa mellett Maa-äma stb.). A földön az egyes tevékenységeket pártoló istenségek s a természet objektumai megszemélyesítő szellemek (erdei, víziszellemek) éltek. A finnugor mitológiára jellemzőek a természeti jelenségek és az elemek anyjaként szereplő szellemek : az erdő, a víz, a tűz, a szél anyja. Az alvilágban lakozott az istenek ellenfele, a gonosz teremtője a rosszakkal és a holtakkal együtt.
Az egyes finnugor hagyományokban szereplő égi isten alakja valószínűleg egy protonfinn istenségből ered, akinek a neve az ég, a levegő nevével rokon (ilma, juma). Ide tartozik elsősorban a finn és karél Ilmarinen, a számi Ilmaris, az udmurt Inmar, illetve a finn Jumala, a komi Jomal, az észt Jumal, a mari Kugo-jumo.

## Finn és karél mitológia
Bővebben: Finn vallás
A karélok egy mondája szerint egy madár (kacsa, lúd vagy sas) az ősóceán felett repkedve fészket keres. A madár Väinämöinen térdére vagy egy kiemelkedő dombra rakja le végül tojásait. Ezekből a tojásokból keletkezik a világ. A finn-karél világmodell szerint a föld kerek, tengerek mossák, az égbolt középpontja a Sarkcsillag. Az égboltozatot egy világoszlop, egy magas hegy  (vagy fa) támasztja alá. A világ közepén fekvő világhegy északon található, ahol az égboltozat a földdel találkozik.A folyón túl terül el Manala (Tuonela), a holtak birodalma (amelyet néha azonosnak tekintenek „észak honával”, Pohjolával).
A főisten volt Ukko, a villámszóró öreg patrónus. Az erdő istene Tapio, aki segít, hogy szerencsés legyen a vadászat. A halakat Ahti a vizek istene adja, a füvek és fagyökerek istene Liekkö. Turisas hozott győzelmet a csatában, Ilmarinentől függött a tengeri időjárás és a szerencsés hajózás. A karél mitológiában Ukko felesége Rauni, ők adták a jó időt és a bő termést, Hiisin pedig a vadászszerencse múlott.

## Észt és lív mitológia
Az észtek és a lívek mitológiai elképzelései csak töredékekben maradtak fenn a kereszténység elterjedését követően. Az észt-lív panteon vezetője az égisten Uku, s mellette Vana-isa („vén ősapa”) és Taevataat („égi nagyapó”). Észtország déli részén az égisten megtartotta ősi nevét, a Jumalt. Az égi atya párja a földanya, Maa-äma volt.

## Számi mitológia
A számik (vagy lappok) mitológiája sok tekintetben közel áll a finnhez. Legrégibb rétegébe tartozik az istenek nászát elbeszélő ciklus. A Nap (Päive) a Hold lányát kéri feleségül fiának, Päivelkének, de nem kapja meg. Ezzel megkezdődik az elemek küzdelme: a Nap oldalán küzd a föld és a hegyek, a háziállatok, a rénszarvasok és a madarak; a Hold oldalán pedig a víz, az árnyék, a túlvilág, a sarki fény és a vadállatok. Ennek a küzdelemnek a rozmár képében megjelenő éjféli öreg vet véget, aki éjszakába burkolja a földet. A Hold végül rááll a házasságra.
A számi istenek a világmindenség mindhárom régióját benépesítik. A három szintet ábrázolták sámándobokon. Kialakult egy túlvilágnak, a Szajvonépnek a képzete is. A panteon más-más összetételű volt az egyes lapp népcsoportoknál.

## Komi mitológia
A komik mitológiája a kereszténység terjesztése során jelentős mértékben elpusztult. Több istent imádtak, főistenük Jen volt. Az eredetmítosz szerint a komik két fivértől, Osztjasztól és Osjasztól származnak, ők ketten a bőség mitikus korában uralkodtak, amikor nem kellett sem szántani, sem vetni. Őseiknek tekintették a csud népet, amely még a messze múltban vonult a föld alá. A komik mondái emlékeznek még egy kultúrhéroszra, az első kovácsra, Kudim-osára, aki ugyanúgy mint Pera vitéz és mások, ellenségeitől és a szörnyektől védi népét.

## Udmurt mitológia
Az udmurtok főistene Inmar, az ég ura, aki szemben áll Keremettel, aki a gonosz teremtője és az alvilág ura. A harmadik főisten Kildszin, a földnek és a termésnek istene, aki a hármas tagolású világegyetemben a föld istennőjének felel meg. Számos gonsz démont ismertek (keremetek), őket Inmar üldözte villámaival. Ilyen gonosz szellemek a mizs betegségdémonok, vagy a cser nevű járványdémon.

## Mordvin mitológia
A mordvinok két fő népcsoportjának, az erzáknak és a moksáknak a mítoszai sok rokon vonást mutatnak, noha különbségek is vannak egyes szereplők nevében, és a történetükben. A moksa-mordvinok főistene Skaj, neve az erza-mordvinoknál Niske. A népdalok Niskét és vele együtt Norovpaz istent, s az istenek panteonjába felvett Szentéletű Miklóst úgy ábrázolják, mint akik az ember sorsa felett rendelkeznek, s a világfa a lakóhelyük. A mordvin mitológia jellegzetessége, hogy a természeti jelenségeknek „anyaszellemeket” (ava) tulajdonít: Vir-ava az erdőanya, Vegy-ava a vízanya, Moda-ava a földanya, Tol-ava a tűzanya.

## Mari mitológia
A marik mitológiája sok tekintetben rokon a mordvinokéval. A főistenség Kugo-jumo (jumo az isten fogalmát jelenti általában), aki szemben áll minden gonosz teremtőjével, Keremettel. A főistenek közé sorolták Tunia-jumót, a világmindenség urát, aki a szelek és felhők ura. Nagy tiszteletnek örvend még Os-Kecse-kugu-jumo, a Napnak és világosságnak istene, Kava-jumo, az ég istene, Morgencse-jumo villámisten stb. Kisebb mértékű kultusz övezte a természeti jelenségeket megszemélyesítő mitológiai szereplőket. A természeti jelenségek szellemeit „anyáknak” nevezik.

## Manysi és hanti mitológia
A magyarok legközelebbi rokonainak tartott obi-ugorok, a manysik és hantik mítoszai erősen eltérnek egymástól. A fő teremtésmítosz szerint a föld abból az iszapból keletkezett az őstenger közepén, amelyet csőrében hozott fel a háromszor egymás után alábukó búvármadár, a luli. A mítosz egyik változatában a madarat minden isten ősatyja, Kors-Torum küldi le, a másik változatban Numi-Tórem, s a gonosz szellemek ura, Kuly-otir ölti magára a búvármadár képét. Az ember teremtésének ötletét a legismertebb mítosz Kaltes-Ekvának (a földanyának) tulajdonítja.
Az obi-ugoroknál is hármas felosztású a világmindenség: Numi-Torum az ég istene, Kaltes-ekva a földanya, Kuly-otir pedig az alvilágé, a holtak birodalmáé. A manysik és hantik képzeteiben jelentős helyet foglal el a lélekhit: gyakran előforduló motívum, hogy a férfiaknak öt, a nőknek négy lelke van.
A démonikus erők között legismertebbek a menkvek, az emberevő erdei óriások. Rajtuk kívül az erdő lakói a gonosz utsik, ezek zoomorf lények. A menkvekhez hasonlóak a jószándékú miszek.
A mitológia hősmotívumainak középpontjában az otirok állnak, akiket gyakran ősatyáknak fogtak fel.

## Magyar mitológia
A magyar néphit semmilyen rokonságot nem mutat a finnugor népek egyébként is felszínes közös vonásaival. A népmesék és mondák, az archaikus népi imák és ráolvasások, valamint a népművészet és népszokások alapján rekonstruálható a mitológiai elképzelések rendszere. Nyoma van a krónikákban bizonyos totemisztikus mítoszoknak: nevezetes a turulhoz kapcsolódó történet szerint az Árpád-házi uralkodócsalád ősanyja egy turulmadártól esett teherbe. Egy másik mítosztöredék Hunor és Magor csodaszarvast üldöző és feleségszerző kalandját, vagyis a nemzetségalapítás eseményeit mondja el. A csodaszarvas alakja megjelenik a regölésben is.
A magyarok mitológiai világképének alakításában fontos szerepe volt a sámánisztikus motívumoknak, amely azonban a magyaroknál csak a tengrizmus egyik megjelenési formája. A néphit rosta vagy szita alakjában őrizte meg a sámándob emlékét. A világ három szférája a felső, alsó (túlvilág) és középső. A felső az isten(ek) lakhelye, a középső az ember lakhelye, de itt fejtik ki tevékenységüket a szellemek, táltosok és boszorkányok is.